# Carl Asaba
Carl Edward Asaba, angleški nogometaš, * 28. januar 1973, Westminster, London, Anglija, Združeno kraljestvo.